# Naudr
| Nombre            | Protonórdico           | Anglosajón  | Nórdico antiguo | Nórdico antiguo |
| Nombre            | *Nauđiz                | Nyð         | Nauð(r)         | Nauð(r)         |
| Nombre            | "necesidad, privación" |             |                 |                 |
| Forma             | Futhark antiguo        | Futhorc     | Futhark joven   | Futhark joven   |
| Forma             |                        |             |                 |                 |
| Unicode           | ᚾ U+16BE               | ᚾ U+16BE    | ᚾ U+16BE        | ᚿ U+16BF        |
| Transliteración   | n                      | n           | n               | n               |
| Transcripción     | n                      | n           | n               | n               |
| Sonido AFI        | [n]                    | [n]         | [n]             | [n]             |
| Puesto alfabético | 10                     | 10          | 8               | 8               |
| Ætt               | Ætt de Odín            | Ætt de Odín | Ætt de Odín     | Ætt de Odín     |

Nauðr, naud y nyd (en nórdico antiguo, islandés y anglosajón respectivamente) son los nombres de la runa que representa a la «n». Su nombre en protonórdico se ha reconstruido lingüísticamente como *naudiz, que significa "necesidad, angustia". 
Esta runa aparece en los tres alfabetos rúnicos principales y la letra equivalente 𐌽 en el alfabeto gótico se llama nauþs.

## Poemas rúnicos
La runa aparece en los tres poemas rúnicos conocidos:
| Poema rúnico: | Traducción: |
| Noruego antiguo Nauðr gerer næppa koste; nøktan kælr í froste.                                                                 | La privación da escasa oportunidad; un hombre desnudo enfriado por la escarcha.                                                                                             |
| Islandés antiguo Nauð er Þýjar þrá ok þungr kostr ok vássamlig verk. opera niflungr.                                           | La coacción es el dolor de la dama encadenada y un estado de opresión y un trabajo duro.                                                                                    |
| Anglosajón Nyd byþ nearu on breostan; weorþeþ hi þeah oft niþa bearnum to helpe and to hæle gehwæþre, gif hi his hlystaþ æror. | La dificultad es opresiva para el corazón; aunque a menudo resulta una fuente de ayuda y salvación para los hijos de los hombres, para aquellos que atienden su abundancia. |